# 아우구스트 바이스만
아우구스트 바이스만(Friedrich Leopold August Weismann, 1834년 1월 17일 - 1914년 11월 5일)은 독일의 진화생물학자이다. 에른스트 마이어는 바이스만을 찰스 다윈에 이어 19세기의 주요 진화론 학자로 꼽았다. 프라이부르크 대학교의 동물학 석좌 교수를 역임하였다.
바이스만의 중요한 업적은 생식자의 생식세포 사이에서 일어나는 수정을 통해서만 유전형질이 유전된다는 점을 증명한 것이다. 바이스만의 이러한 증명은 그레고어 멘델의 유전법칙을 다시 확인한 것이었다.

## 생애
바이스만은 1834년 1월 17일 프랑크푸르트에서 태어났다. 아버지는 고등학교 교사였던 요한 콘라드 바이스만이었고 어머니 엘리제는 지방의회 의원과 시장을 역임한 폰 스타데의 딸이었다. 바이스만은 19세기의 전형적인 생물학을 공부하였고 야콥 베케르에게서 회화를 배우기도 하였다. 그는 1863년 비교해부학과 동물학 강사가 되었고 1912년 프라이부르크 대학교의 동물학 석좌 교수로 임명되었다.

## 연구

### 용불용설 비판
1889년 바이스만은 장바티스트 라마르크가 제안한 이후 진화의 일반적인 가설로 받아들여지고 있던 용불용설을 부정하는 실험을 진행하였다. 그는 여러 대에 걸쳐서 쥐의 꼬리를 잘라낸다 하더라도 자식 세대의 꼬리가 짧아지지 않는다는 것을 실험적으로 입증하여 용불용설을 부정하였다.

### 생식질 연속설
바이스만은 진화의 주된 원인을 유성생식에 의한 대립형질의 다양성에서 찾았다. 그는 성별이 구분되는 대부분의 생물에서 정자와 난자가 태어날때부터 몸의 다른 부분과 분리되어 존재한다는 점에 착안하여 다음과 같이 주장하였다.
| “ | 나는 배아의 일부 물질인 생식질이 난자가 개체로 발생하는 과정에서 변하지 않고 그대로 있으며 이 생식질을 바탕으로 새로운 생식세포가 만들어지는 것이 유전의 근거라고 본다. 그러므로 생식질은 한 세대에서 다음 세대로 내려가는 영속성을 지닌다. | ” |
|   | — 바이스만 1889년 |   |

바이스만의 이러한 진화 이론은 생식질 연속설이라 불렸다. 바이스만은 획득형질의 유전을 부정하면서 오직 생식질과 자연선택만이 진화에 영향을 미친다고 보았다. 바이스만은 자연에는 여러 종류의 무성생식과 같이 다양한 생식 방법이 있기 때문에 유성생식은 생물의 재생산 자체보다는 자연선택의 여러 다양성이 가능하도록 하는 원천이라고 보았다. 즉 성은 진화를 가속화 시킨다는 것이다. 그의 생식질 연속론은 오랫동안 진화 이론의 한 부분으로 받아들여졌으나 진화 이론의 발달 과정에서 반론에 부딪혔다. 바이스만의 이론은 진화를 단순한 형질을 갖는 종에서 복잡한 형질을 갖는 종으로 변화하는 진보의 개념으로 파악하고 있으나 진화 자체는 복잡한 종이 단순한 종으로 변화하는 경우까지도 포함하는 방향성이 없는 변화라는 점이 증명된 것이다. 한편, 현대 진화 이론에서는 진화의 기본적인 원인을 유전자의 돌연변이에 의한 대립형질의 발현으로 파악한다.

### 창조론과의 논쟁
바이스만은 흔적 기관에 대한 창조론의 설명을 공격하였다. 19세기의 창조론자들은 흔적 기관의 존재이유를 생물체 형태를 일관성 있게 창조한 조물주의 상칭성 때문이라거나 자연의 계획을 완성하기 위한 신의 뜻때문이라고 주장하였다. 바이스만은 이에 대해 왕뱀은 골반과 뒷다리뼈가 흔적기관으로 남아있는데 비해 다른 뱀에게서는 흔적조차 남아 있지 않은 사례를 들어 상칭성이라는 주장을 비판하였다. 그는 "창조론자의 설명처럼 어떤 천문학자가 지구가 태양을 공전하는 것과 상칭성을 유지하기 위하여 달이 지구를 공전하고 있다고 설명한다면 그는 학계의 비웃음거리가 될 것"이라고 하였다.

### 우생학
바이스만은 인종의 차별을 자연선택에 의한 적자생존으로 파악하는 사회진화론을 진화 이론의 일부로 받아들였다. 바이스만은 "개인은 무의미하며 종이 전부이다", "종에 봉사하는 한 개인의 삶은 가치가 있다"와 같은 발언을 하였다. 그의 진화 이론 역시 이러한 인종 차별을 과학적으로 뒷받침하려는 시도가 담겨있었다. 그는 현대 의학의 진보로 인해 안경을 착용하는 것이 오히려 불리한 유전형질을 온존케하는 반 진화적 방향이라고 보았다.(위 사진을 보면 알겠지만 본인은 안경을 착용하였다.) 바이스만은 1905년에 창립한 독일인종협회에 창립회원으로 참여하였다. 그의 이러한 인종 차별적 주장과 우생학은 유럽과 미국의 많은 학자들에게 영향을 주었다. 바이스만의 영향으로 영국의 로널드 피셔와 같은 집단유전학 학자나 스스로를 진보주의자로 생각하였던 미국의 사회학자 에드워드 A 로스와 같은 학자들이 우생학을 지지하였다.
오늘날 사회진화론과 우생학은 진화와 아무런 관련이 없는 사이비 과학으로 평가받는다. 스티븐 제이 굴드는 그의 저서 《인간에 대한 오해》에서 사회진화론과 우생학이 갖는 비과학성을 비판하였다.